# Automolis incensa
Automolis incensa är en fjärilsart som beskrevs av Walker 1864. Automolis incensa ingår i släktet Automolis och familjen björnspinnare. Inga underarter finns listade i Catalogue of Life.